# 马克斯·法尔布曼
{{subst:Proposed deletion|concern=名字不正确}}
马克斯·法尔布曼 (德文：Max Farbmann，1886年4月1日，萨拉克斯，立陶宛－1950年4月20日，以色列) 是一位立陶宛犹太雕刻家。1900 年代时，他成为在维也纳以及全欧洲最出名的艺术家之一。他在他的家乡萨拉克斯建造了立陶宛的独立纪念牌。

## 生平
马克斯·法尔布曼1886 年出生在立陶宛的萨拉克斯市。他20岁时为了学雕塑而搬到维也纳，在此被公认为优秀，领维也纳美术学院买了他的一座项目。这对一位犹太艺术家是非常显著的成就。在他的项目其中有许多描绘欧洲政治家的雕塑半身像，也包括他在萨拉克斯 1930年建造的立陶宛纪念牌。 法尔布曼是一位多才多艺的雕塑家，用了许多物料来建造项目，比如青铜，木，石，与象牙。他注重雕塑中的细节与气氛，显出他对主题的欣赏。
1933年，他定居在以色列特拉维夫市。根据他的女儿路德1952年的南非犹太新闻采访，由于圣经中的戒律“不可为自己雕刻偶像”，“我的父亲晚年时只能当艺术教授。” 然而，他继续建造项目，特别是跟犹太文化有关的雕塑。1950年他64岁时在以色列去世。
法尔布曼的一集信封与照片正被存储在耶路撒冷的以色列博物馆，而他的项目都被存储在以色列和奥地利的博物馆。